# Danh sách Tổng thống Thịnh vượng chung Dominica
Tổng thống Thịnh vượng chung Dominica là nguyên thủ quốc gia của Dominica, Tổng thống Dominica có phần lớn là quyền lực nghi lễ. Tổng thống bổ nhiệm Thủ tướng, người chỉ huy đa số đại diện được bầu trong Quốc hội. Tổng thống cũng bổ nhiệm các bộ trưởng khác của chính phủ theo lời khuyên của Thủ tướng. Mặc dù quyền hành pháp được trao cho Tổng thống, ông vẫn tuân theo lời khuyên của Nội các và hoạt động như một nguyên thủ quốc gia hợp hiến.
Tổng thống hiện tại là Sylvanie Burton, nhậm chức kể từ ngày 2 tháng 10 năm 2023.

## Danh sách Tổng thống
| Số | Chân dung | Tên (ngày sinh ngày mất)             | Bầu từ năm | Nhiệm kì                  | Nhiệm kì                  | Nhiệm kì        | Đảng phái              |
| Số | Chân dung | Tên (ngày sinh ngày mất)             | Bầu từ năm | Nhậm chức                 | Rời chức                  | Nhiệm kì        | Đảng phái              |
| -- | --------- | ------------------------------------ | ---------- | ------------------------- | ------------------------- | --------------- | ---------------------- |
| —  |           | Sir Louis Cools-Lartigue (1905–1993) | —          | Ngày 3 tháng 11 năm 1978  | Ngày 16 tháng 1 năm 1979  | 74 ngày         | Độc lập                |
| 1  |           | Fred Degazon (1913–2008)             | —          | Ngày 16 tháng 11 năm 1979 | Ngày 29 tháng 1 năm 1980  | 1 năm, 13 ngày  | Độc lập                |
| —  |           | Sir Louis Cools-Lartigue (1905–1993) | —          | Ngày 15 tháng 6 năm 1979  | Ngày 16 tháng 6 năm 1979  | 1 ngày          | Độc lập                |
| —  |           | Jenner B. M. Armour (1932–2001)      | —          | Ngày 21 tháng 5 năm 1979  | Ngày 25 tháng 2 năm 1980  | 249 ngày        | Độc lập                |
| 2  |           | Aurelius Marie (1904–1995)           | —          | Ngày 25 tháng 2 năm 1980  | Ngày 19 tháng 12 năm 1983 | 3 năm, 297 ngày | Độc lập                |
| 3  |           | Clarence Seignoret (1919–2002)       | 1983 1988  | Ngày 19 tháng 12 năm 1983 | Ngày 25 tháng 10 năm 1993 | 9 năm, 310 ngày | Độc lập                |
| 4  |           | Crispin Sorhaindo (1931–2010)        | 1993       | Ngày 25 tháng 10 năm 1993 | Ngày 5 tháng 10 năm 1998  | 4 năm, 345 ngày | Độc lập                |
| 5  |           | Vernon Shaw (1930–2013)              | 1998       | Ngày 6 tháng 10 năm 1998  | Ngày 1 tháng 10 năm 2003  | 4 năm, 360 ngày | Độc lập                |
| 6  |           | Nicholas Liverpool (1934–2015)       | 2003 2008  | Ngày 1 tháng 10 năm 2003  | Ngày 17 tháng 9 năm 2012  | 8 năm, 352 ngày | Độc lập                |
| 7  |           | Eliud Williams (sinh năm 1948)       | —          | Ngày 17 tháng 9 năm 2012  | Ngày 2 tháng 10 năm 2013  | 1 năm, 15 ngày  | Độc lập                |
| 8  |           | Charles Savarin (sinh năm 1943)      | 2013 2018  | Ngày 2 tháng 10 năm 2013  | Ngày 2 tháng 10 năm 2023  | 10 năm          | Đảng Lao động Dominica |
| 9  |           | Sylvanie Burton (sinh năm 1965)      | 2023       | Ngày 2 tháng 10 năm 2023  | đương nhiệm               | 1 năm, 171 ngày | Đảng Lao động Dominica |

## Giới thiệu
1. ↑  "Establishment of Office - Office of the President" Lưu trữ ngày 3 tháng 7 năm 2022 tại Wayback Machine. presidentoffice.gov.dm.
2. ↑  Government of the Commonwealth of Dominica (13 October 2008).
3. ↑  “Vai trò của Tổng thống”.
4. ↑  “Index Ar-As”. www.rulers.org.